# Santiago Challenger (1997-1998)
Il Santiago Challenger, noto come Cerveza Cristal per ragioni di sponsorizzazione, è stato un torneo professionistico maschile di tennis giocato su campi in terra rossa. Faceva parte dell'ATP Challenger Series e si sono giocate le sole due edizioni del 1997 e 1998 a Santiago, in Cile.

## Albo d'oro

### Singolare
| Anno | Campione      | Finalista         | Punteggio     |
| ---- | ------------- | ----------------- | ------------- |
| 1998 | Gastón Gaudio | Karim Alami       | 6–2, 3–6, 6–4 |
| 1997 | Oliver Gross  | Francisco Cabello | 6–2, 6–2      |

### Doppio
| Anno | Campioni                      | Finalisti                         | Punteggio |
| ---- | ----------------------------- | --------------------------------- | --------- |
| 1998 | Enzo Artoni Federico Browne   | Hermes Gamonal Ricardo Schlachter | 6–2, 6–4  |
| 1997 | Mariano Hood Sebastián Prieto | Diego del Río Mariano Puerta      | 7–5, 6–1  |